# Luis Garrido
Ne doit pas être confondu avec Luis de Garrido.
Pour les articles homonymes, voir Garrido (homonymie).
Luis Fernando Garrido, né le 5 novembre 1990 à Juticalpa, est un footballeur international hondurien. Il évolue au poste de milieu défensif au CD Marathon.

## Palmarès
CD Olimpia :
- Vainqueur du tournoi de clôture du Honduras en 2008, 2009, 2010 et 2014
- Champion du Honduras (saison complète) en 2011-2012 et 2012-2013

## Statistiques
Le tableau ci-dessous récapitule les statistiques en match officiel de Luis Garrido :
| Saison                | Club                     | Championnat           | Championnat | Championnat | Coupe(s) nationale(s) | Coupe(s) nationale(s) | Compétition(s) continentale(s) | Compétition(s) continentale(s) | Compétition(s) continentale(s) | Autres compétitions | Autres compétitions | Autres compétitions | Total | Total |
| Saison                | Club                     | Division              | M.          | B.          | M.                    | B.                    | Comp.                          | M.                             | B.                             | Comp.               | M.                  | B.                  | M.    | B.    |
| 2008                  | CD Olimpia               | 1                     | 1           | 0           | -                     | -                     | -                              | -                              | -                              | -                   | -                   | -                   | 1     | 0     |
| 2009                  | CD Olimpia               | 1                     | 1           | 0           | -                     | -                     | -                              | -                              | -                              | -                   | -                   | -                   | 1     | 0     |
| 2010                  | CD Olimpia               | 1                     | 3           | 0           | -                     | -                     | -                              | -                              | -                              | -                   | -                   | -                   | 3     | 0     |
| 2011                  | Deportes Savio           | 1                     | 14          | 0           | -                     | -                     | -                              | -                              | -                              | -                   | -                   | -                   | 14    | 0     |
| Sous-total            | Sous-total               | Sous-total            | 14          | 0           | -                     | -                     | -                              | -                              | -                              | -                   | -                   | -                   | 14    | 0     |
| 2011-2012             | CD Olimpia               | 1                     | 36          | 0           | -                     | -                     | -                              | -                              | -                              | Playoffs            | 10                  | 0                   | 46    | 0     |
| 2012                  | CD Olimpia               | 1                     | 7           | 0           | -                     | -                     | LCC                            | 2                              | 0                              | Playoffs            | 4                   | 0                   | 13    | 0     |
| 2012-2013             | Étoile rouge de Belgrade | 1                     | 10          | 0           | -                     | -                     | -                              | -                              | -                              | -                   | -                   | -                   | 10    | 0     |
| Sous-total            | Sous-total               | Sous-total            | 10          | 0           | -                     | -                     | -                              | -                              | -                              | -                   | -                   | -                   | 10    | 0     |
| 2013-2014             | CD Olimpia               | 1                     | 20          | 0           | -                     | -                     | LCC                            | 1                              | 0                              | Playoffs            | 4                   | 0                   | 25    | 0     |
| Sous-total            | Sous-total               | Sous-total            | 68          | 0           | -                     | -                     | -                              | 3                              | 0                              | -                   | 18                  | 0                   | 89    | 0     |
| 2014                  | Houston Dynamo           | 1                     | 0           | 0           | -                     | -                     | -                              | -                              | -                              | -                   | -                   | -                   | 0     | 0     |
| Sous-total            | Sous-total               | Sous-total            | 0           | 0           | 0                     | 0                     | -                              | 3                              | 0                              | -                   | 18                  | 0                   | 21    | 0     |
| Total sur la carrière | Total sur la carrière    | Total sur la carrière | 92          | 0           | 0                     | 0                     | -                              | 3                              | 0                              | -                   | 18                  | 0                   | 113   | 0     |